# 찰스 W. 페어뱅크스
찰스 워런 페어뱅크스(Charles Warren Fairbanks, 1852년 5월 11일 ~ 1918년 6월 4일)는 미국의 정치인으로 제26대 부통령 (1905년 ~ 1909년)을 지냈다. 그는 인디애나주 연방 상원을 지내기도 하였다. 그는 대부분 시어도어 루스벨트와 윌리엄 매킨리의 정치적 그림자에 있었다. 공화당 소속인 페어뱅크스는 정계 입문 전에 변호사로서 자신의 경력을 시작하였다.

## 어린 시절
오하이오주 유니언빌 센터에서 수레 제조업자 로리스턴 페어뱅크스와 대변인이었던 메리 애들레이 스미스에게 태어났다. 그는 시골의 학교들을 다니고 소년으로서 농장일을 하였다. 페어뱅크스는 학교에서 밝은 학생으로 자신의 공부에 뛰어났다. 1872년 오하이오 웨슬리언 대학교를 졸업한 후, 클리블랜드 법학 대학원에 가입하여 6개월 안에 법정을 통과하였다.

## 경력

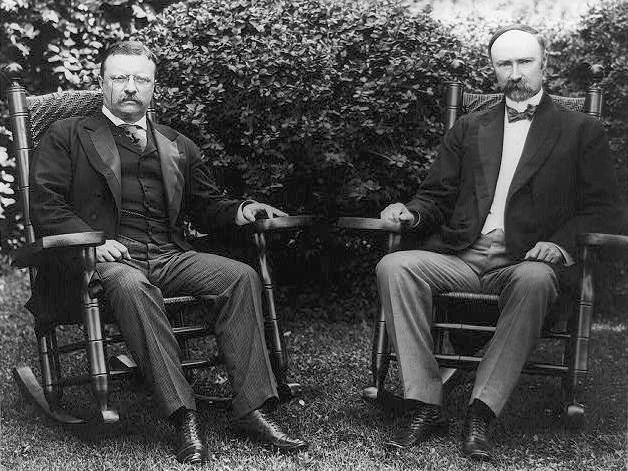
시어도어 루스벨트와 함께

페어뱅크스는 펜실베이니아주 피츠버그에서 어소시에이티드 프레스를 위한 대리인으로서 첫 직업을 찾았다. 1874년 인디애나폴리스로 이주하여 체서피크 앤드 오하이오 철도 조직을 위한 검사로서 경력을 시작하였다. 그는 자신이 인디애나주 공화당의 주의를 얻은 자신의 업무에서 성공을 거두었다. 페어뱅크스는 1880년대 후반에 정계 입문하였다. 1892년 그는 공화당의 재건에 도움을 주었으며 동년에 당시 오하이오주지사 윌리엄 매킨리와 친구가 되었다.
1893년 페어뱅크스는 연방 상원을 위하여 출마하다가 실패하였다. 1896년 다시 출마하여 연방 상원을 위한 공화당원으로 선출되어 이듬해 직무를 맡았다. 그는 공공 건물 및 지상 위원회 의장이 되기 전에 이민 위원회의 의장을 지냈다. 1898년 그는 미국-스페인 전쟁에서 매킨리 대통령을 지지하였으며 대통령에게 주요 고문을 지냈다.
페어뱅크스는 알래스카에 관한 미국-캐나다 국경 분쟁을 결정한 미국과 영국의 합동 고등판무관의 일원으로 임명되었다. 상원으로서 그는 당의 공무원들에 의하여 존경을 얻었으며 일반 인구 중에 그의 인기가 증가하였다. 1900년 그는 부통령직을 위하여 출마하는 데 거절하였고, 대통령직을 위하여 목표를 두고 있었다. 매킨리의 사후, 페어뱅크스 대신 시어도어 루스벨트가 그의 뒤를 이었다.
1904년 동안 페어뱅크스는 부통령 직무를 위하여 공화당 공천 후보를 확보하였다. 그해 대통령 선거에서 공화당 후보가 압도적인 대승리를 거두었으며 페어뱅크스가 부통령이 되었던 동안 루스벨트는 대통령으로서 자신의 지위를 지속하였다. 부통령으로서 그는 상원에서 원치 않았던 입법이 적대적인 위원회들에 통과하지 않은 것을 확실하게 하였다. 1908년 윌리엄 하워드 태프트가 대통령, 제임스 S. 셔먼이 부통령이 되었을 때 페어뱅크스의 정치 경력이 끝났다.
페어뱅크스는 법률 실행으로 복귀하였다. 1912년 그는 태프트의 재선을 지지하였다. 2년 후, 그는 당의 단결을 위한 주창자가 되었다. 1916년 그는 공화당 대통령 후보 지명을 실패하였으나 찰스 에번스 휴스에게 러닝메이트로서 부통령을 위한 후보 지명을 받았다. 하지만 민주당이 선거를 이겼다. 그 후에 인디애나폴리스에서 법률을 실행한 동안 그는 사생활로 퇴직하였다.

## 개인 생활
1874년 페어뱅크스는 함께 인디애나폴리스로 이주했던 코넬리아 콜에게 결혼하였다. 1918년 6월 4일 신장염으로 사망하여 크라운 힐 묘지에 안장되었다. 알래스카주 페어뱅크스와 다른 장소들 중에 오하이오주 유니언군에 있는 페어뱅크스 학교 구역 같이 많은 장소들이 그의 이름을 따왔다.

## 역대 선거 결과
| 선거명      | 직책명                    | 대수 | 정당   | 득표율  | 득표수 (선거인단)   | 결과 | 당락                     |
| ----------- | ------------------------- | ---- | ------ | ------- | ------------------- | ---- | ------------------------ |
| 1896년 선거 | 상원의원 (인디애나 제3부) | 55대 | 공화당 | 100.00% | 1표                 | 1위  | 인디애나주 상원의원 당선 |
| 1902년 선거 | 상원의원 (인디애나 제3부) | 58대 | 공화당 | 100.00% | 1표                 | 1위  | 인디애나주 상원의원 당선 |
| 1904년 선거 | 미국의 부통령             | 24대 | 공화당 | 56.41%  | 7,626,593표 (336명) | 1위  | 미국의 부통령 당선       |
| 1916년 선거 | 미국의 부통령             | 28대 | 공화당 | 46.12%  | 8,548,728표 (254명) | 2위  | 낙선                     |